# Erwin Oehl
Erwin Christ Nikolaus Oehl (* 10. Juni 1907 in Thalmässing; † 22. November 1988 in München) war ein deutscher Maler der Verschollenen Generation.

## Biographie
Oehl war ein Sohn des Apothekers Wilhelm Oehl und seiner Ehefrau Anna, geb. Röss. Er besuchte die Volksschule in Thalmässing und das Gymnasium in Bamberg. Von 1926 bis 1927 studierte er bei Hermann Groeber Malerei an der Akademie der Bildenden Künste München, dann drei Semester bei Wilhelm Dachauer an der Akademie der bildenden Künste Wien. 1929 ging er an die Kunstakademie Berlin. 1930 ließ er sich als Maler in München nieder, wo er bis 1933 Wohnung und Atelier in Schwabing hatte.
In München trat er der KPD bei. 1932 gehört er zu den Gründern der Münchner Ortsgruppe der „Assoziation revolutionärer bildender Künstler“ (ASSO). Er war mit dem kommunistischen Gewerkschafter Hugo Salzmann befreundet, von dem er auch ein Porträt malte. Nach der „Machtergreifung“ der Nationalsozialisten kam Oehl im März 1933 in „Schutzhaft“ und am 13. März 1933 in die Festung Landsberg. Wegen einer schweren Erkrankung seines Vaters sowie auf Fürsprache des ihm seit Kindertagen bekannten Nazi-Führers Gregor Strasser wurde er jedoch am 7. April 1933 aus der Haft entlassen. Er erhielt ein Aufenthaltsverbot für München und wurde 1936 erneut verhaftet. Nach der Entlassung emigrierte Oehl 1936 zusammen mit seiner Frau Louise nach Frankreich.
Er unterhielt dort enge Kontakte zu anderen emigrierten deutschen Künstlern, so zu Friedrich Hagen, Hanns Kralik und Heinz Lohmar. 1937 gehörte er mit Eugen Spiro, Gert Wollheim, Herta Wescher und Paul Westheim zu den Gründern des Deutschen Künstlerbundes (ab 1938 Freier Künstlerbund, „Union des artistes libres“, später „Union of Artistes Allemands“, dann „Union des Artistes Allemands Libres“). 1937 arbeitet er in Paris mit an der Ausstattung des Pavillons des Friedens auf der Weltausstellung.
1938 heiratete Oehl in Montreuill bei Paris Louise Brod (1907–1999), ebenfalls Mitglied der KPD, die er 1932 kennenlernte. Nach dem Einmarsch der deutschen Wehrmacht in Frankreich wurden beide verhaftet und im Lager Saint Jean bei Orléans interniert. Oehl konnte von dort fliehen, wurde aber 1940 erneut verhaftet und an Nazideutschland ausgeliefert. Er kam in München in das Hauptquartier der Gestapo im Wittelsbacher Palais und anschließend bis 1942 in das Cornelius-Gefängnis (Gefängnis an der Baaderstraße). Nach der Entlassung erhielt er Berufsverbot und wurde an die Front geschickt. Seine Frau wurde 1942 in das Frauenkonzentrationslager Ravensbrück deportiert. Im April 1945 wurde das KZ wegen der näher rückenden Front von der SS geräumt und die Insassen auf einen Todesmarsch geschickt. Auf diesem Marsch konnte Louise Oehl fliehen. Mit ihrer Haftzeit im Gefängnis München-Stadelheim und ihrer Zeit im KZ Ravensbrück musste sie insgesamt 59 Monate in Unfreiheit verbringen.
Nach seiner Entlassung aus US-amerikanischer Gefangenschaft ging Oehl mit seiner Frau 1945 nach Thalmässing zurück, wo er einen antifaschistischen Ortsverband aufbaute. Nachdem ab Ende 1945 die Bildung von Parteien zugelassen wurde, versuchte er, eine einheitliche Arbeiterpartei zu bilden. Als das misslang, schloss er sich der KPD an und arbeitete für diese kulturpolitisch, u. a. als Kulturreferent der KPD Franken und ab 1947 als Erster Vorsitzender der Künstler-„Gewerkschaft 13“ in München. Als Beisitzer der Spruchkammer Hilpoltstein war er an der Entnazifizierung beteiligt, und er wohnte als künstlerischer Beobachter dem Nürnberger Prozess gegen die Hauptkriegsverbrecher bei. Dabei fertigte er einige Bilder von Szenen im Gerichtssaal an, die auch in Zeitungen veröffentlicht wurden.
1956 zog Oehl mit seiner Frau nach Nürnberg und 1959 nach München. Neben seiner Arbeit als Maler betätigte Oehl sich als Heimatforscher, Mitglied der Naturhistorischen Gesellschaft Nürnberg und Sammler. Exponate Oehls befinden sich in der Prähistorischen Sammlung des Bayerischen Nationalmuseums in München und im Museum Schloss Ratibor der Stadt Roth. Der Landkreis Roth besitzt einige Bilder des Malers. Der Nachlass Oehls befindet sich im Stadtarchiv München.

## Künstlerisches Wirken
Erwin Oehls wesentlichstes Schaffensgebiet sind Porträt-, Genre- und Landschaftsdarstellungen. Zeitlebens ist er einem sozialkritischen Realismus verbunden. Zu seinen bekanntesten Werken zählen Die Arbeitslosen, Paragraph 218 sowie Zweiter Versuch die Menschheit zu erlösen. Wegen der Verfolgung durch die Nationalsozialisten gehen viele seiner Werke in Deutschland und Frankreich verloren. In der Nachkriegszeit findet er wegen seiner konsequenten politischen Einstellung und seiner realistischen Malweise kaum Ausstellungsmöglichkeiten. Erwin Oehl zählt heute zu Unrecht zu den in Vergessenheit geratenen Künstlern seiner Zeit.

## Werke
- Lenin (Öl, 1931; Münchner Stadtmuseum)[10]
- Porträt Dr. Emil Englmaier (Öl, 1933)[11]
- Französischer Flohmarkt (Öl; ausgestellt 1949 auf der 2. Deutschen Kunstausstellung)[12]
- Am Kanal (Öl auf Leinwand, 78 × 56,5 cm, 1943; Museum Kunst der Verlorenen Generation, Salzburg)[13]
- Unterwegs (Öl auf Leinwand, 94 × 75 cm, 1945; Museum Kunst der Verlorenen Generation, Salzburg)[13]
- Familienausflug (Öl auf Leinwand, 75 × 12 cm, 1947; Museum Kunst der Verlorenen Generation, Salzburg)[13]
- Bauersfrau bei der Ernte (Öl auf Leinwand, 78 × 57 cm, 1950; Museum Kunst der Verlorenen Generation, Salzburg)[13]

## Einzelausstellungen
- 1990: Galerie des Deutschen Gewerkschaftsbundes
- 1958: Nürnberg, Fränkische Galerie am Marientor
- 1953: München, Pavillon des Alten Botanischen Gartens

## Ausstellungen
- 2015: München, Das Unsagbare zeigen – Künstler als Warner und Zeugen 1914-1945, NS-Dokumentations-Zentrum
- 2011: Wittenberg, Zwischen Bedrängnis und Widerstand, Sammlung Gerd Gruber, Cranach-Haus
- 2008: Wittenberg, Aufbruch in die Moderne, Sammlung Gerd Gruber, Cranach-Haus
- 2002: Dessau, Verfemt, verfolgt – nicht vergessen, Anhaltischer Kunstverein
- 1997: München: Die Ungemütlichen, Kunstpavillon
- 1949: Dresden, 2. Deutsche Kunstausstellung, Albertinum
- 1947: Nürnberg, Fränkische Galerie am Marientor
- 1938: Paris, Erste Kollektivausstellung des Freien Künstlerbundes, Maison de la Culture
- 1937: Paris, Fünf Jahre Hitler, Gewerkschaftshaus